# 迈克·伯顿
迈克尔·杰伊·伯顿（英語：Michael Jay Burton，1947年7月3日—），美国男子游泳运动员。他曾获得3枚奥林匹克运动会游泳比赛金牌，并且是2个自由泳项目的前世界纪录保持者。